# 安德·英希亞提
安德·大衛·英希亞提·蒙提爾（西班牙語：Ender David Inciarte Montiel，1990年10月29日—），為前美國職棒大聯盟的外野手，他生涯曾效力過響尾蛇、勇士與大都會等隊。

## 職業生涯

### 亞利桑那響尾蛇
2008年5月25日，英希亞提以國際自由球員身分與響尾蛇簽約。2010年時，他升上高階1A。
2012年的規則五選秀，費城費城人在第15順位選進英希亞提。他在2013年進入了費城人的開季陣容。不過他只待了1場比賽(而且還沒有出賽)就因為球隊把外野位置讓給了Ezequiel Carrera，因此他在4月2日遭到指定讓渡。他在4月4日被響尾蛇簽走，並下放至2A。他在那邊的打擊率為2成81，5轟25分打點，還有43次盜壘。他在南方聯盟入選了明星賽，也因此他在賽季結束後被響尾蛇帶進40人名單內。
2014年，他從3A開季。而他在3A的打擊率為3成12，2轟7盜。5月2日，英希亞提登上大聯盟，而他在生涯首場比賽就順利敲出大聯盟首安。7月5日他擊出大聯盟生涯首轟。.2015年球季，他繳出3成03打擊率與21次盜壘成功的成績。並在該球季結束後拿下防守聖經獎。

### 亞特蘭大勇士
2015年12月9日，響尾蛇將英希亞提、丹斯比·史瓦森與Aaron Blair交易至勇士隊，換來薛爾比·米勒與Gabe Speier。2016年4月11日至5月6日，英希亞提都待在傷兵名單內。他在上半季的打擊率為2成27，不過他在下半季的成績出現進步，總計他整年的打擊率為2成91。他在防守端上的WAR(勝利貢獻值)、UZR與DRS都僅次於比利·漢米爾頓。這一年英希亞提也拿下生涯首座金手套獎。2016年12月23日，英希亞提與勇士隊簽下5年約3,000萬美元的延長合約。
2017年4月14日，英希亞提在勇士新主場太陽信託球場完成首個出局數、首安及首轟。5月22日，他達成生涯首次的單場5支安打。他在6月4日又再一次的達成了這項紀錄。他也成為這一年唯一一位入選明星賽的勇士球員。9月26日，英希亞提達成他生涯第一次單季200安。而他又再度拿下金手套獎。
2018年，英希亞提連續3年拿下金手套獎。該年他的打擊率為2成65，10轟61分打點。2019年球季他因為傷勢關係僅出賽65場比賽，打擊率為2成46，5轟24分打點。
2020年，英希亞提的打擊率僅1成90，並敲出1轟與10分打點。隔年他的打擊率為2成15，並敲出2轟與10分打點。7月24日，他遭到球隊指定讓渡。7月29日，勇士隊將他釋出。

### 辛辛那提紅人
2021年8月5日，英希亞提與紅人簽下小聯盟約。他在3A的打擊率為2成88，後來他在8月28日被球隊釋出。

### 紐約洋基
2021年12月16日，英希亞提與洋基簽下小聯盟約。他在3A出賽34場比賽，打擊率為2成52，並敲出4轟與11分打點。2022年6月15日，洋基隊將他釋出。

### 紐約大都會
2022年6月30日，英希亞提與大都會簽下小聯盟合約。6月28日，大都會將他登錄到大聯盟名單內。7月14日，球隊將他指定讓渡。

## 個人生活
他的父親和哥哥之前都是棒球員，後來因為父親去世，英希亞提的哥哥決定接手父親的事業。而英希亞提在2017年世界棒球經典賽也代表委內瑞拉出賽。

## 外部連結
- 球員資訊和成績在MLB ，ESPN ，Retrosheet ，Baseball Reference ，Baseball Reference (Minors) ，Fangraphs ，The Baseball Cube （英文）
- 安德·英希亞提的X（前Twitter）
- 安德·英希亞提在台灣棒球維基館上的頁面（繁體中文）